# Robert Stieglitz
Robert Stieglitz, pierw. Siergiej Sztiglic (ur. 20 czerwca 1981 w Jejsku w Rosji) – niemiecki bokser, były zawodowy mistrz świata wagi superśredniej (do 168 funtów) organizacji WBO.

## Początki
Karierę zawodową rozpoczął 7 kwietnia 2001 r. Do końca 2004 stoczył 25 walk, wszystkie wygrywając. W tym czasie zdobył tytuły IBF Youth w wadze półciężkiej oraz IBF Youth i IBF Inter-Continental w superśredniej, pokonując m.in. Jurija Barasziana.

## Pojedynki zAlejandro Berrio
3 grudnia 2005 r. doszło do pierwszego spotkania obu bokserów. Stawką walki było prawo walki o mistrzostwo świata IBF w wadze superśredniej. Stieglitz dominował w ringu, trzymając mocno bijącego rywala na dystans i zwyciężył przez techniczny nokaut w jedenastej rundzie, zostając oficjalnym pretendentem.
3 marca 2007 r. doszło do rewanżu. Stawką walki było mistrzostwo świata IBF w wadze superśredniej, gdyż Kolumbijczyk otrzymał kolejną szansę i zwyciężył Yusafa Macka w eliminatorze. Przez pierwsze drugiej rundy widoczna była przewaga Stieglitza, który dyktował tempo, trzymając rywala na dystans. W trzeciej rundzie niespodziewanie, Berrio doprowadził do dwukrotnego liczenia faworyta, a chwilę później, sędzia postanowił przerwać pojedynek, ogłaszając zwycięstwo Berrio przez techniczny nokaut.

## Pojedynek z Librado Andrade
22 marca 2008 r. zmierzył się z Meksykaninem Librado Andrade. Stawką pojedynku był eliminator IBF w wadze superśredniej. Meksykanin obrał skuteczną taktykę na rywala i wyprowadzał mnóstwo ciosów w półdystansie. W 8. rundzie, Andrade zasypał rywala serią ciosów, a zamroczony Stieglitz został poddany przez sędziego. Podczas transmitowanej przez HBO gali, Andrade wyprowadził 216 celnych ciosów przy 154 Sieglitza.

## Dalsza kariera
Po przegranej z Andrade, Stieglitz stoczył kolejne cztery pojedynki, by móc zmierzyć się o mistrzostwo świata. 11 lipca 2008 r. znokautował w piątej rundzie Fawaza Nasira. 9 grudnia zmierzył się z niepokonanym, dwukrotnym srebrnym medalistą mistrzostw europy, Lukasem Wilaschkiem. Po bardzo wyrównanym pojedynku, Stieglitz zwyciężył niejednogłośnie na punkty (115-112, 114-113, 113-114), zdobywając pas WBC International w wadze superśredniej. Wilaschek po tej porażce zakończył karierę. W kolejnych dwóch pojedynkach, Stieglitz odniósł dwukrotne zwycięstwo z mniej znanymi rywalami.

## Pojedynek zKárolym Balzsayem
22 sierpnia 2009 roku, Stieglitz otrzymał kolejną szansę walki o mistrzostwo świata. Jego rywalem był mistrz świata WBO w wadze superśredniej, Károly Balzsay. Faworyzowany Węgier dominował w ringu, trzymając Niemca na dystans ciosami prostymi. Po 8 rundzie bardzo zmęczony Balzsay oddał pole rywalowi i walczył już tylko o przetrwanie do końca walki. Po dziesiątej rundzie, narożnik poddał bardzo zmęczonego Węgra i Stieglitz zwyciężył przez techniczny nokaut, zdobywając mistrzostwo.

## Obrony tytułu
9 stycznia 2010 r. przystąpił do pierwszej obrony mistrzostwa. Jego rywalem był Argentyńczyk Rubén Acosta. Stieglitz zdominował rywala, gdy po kolejnym liczeniu Argentyńczyka pojedynek został przerwany w piątej rundzie. 17 kwietnia w kolejnej obronie zmierzył się z niepokonanym Eduardem Gutknechtem. Stieglitz zwyciężył jednogłośnie na punkty (119-108, 117-110, 117-111) po bardzo zaciętym i emocjonującym pojedynku. Do kolejnej obrony przystąpił 20 listopada. Jego rywalem był Meksykanin Enrique Ornelas. Ornelas jest bratem Librado Andrade, z którym Stieglitz przegrał w 2008 r. Stieglitz zwyciężył jednogłośnie na punkty (117-111, 117-111, 117-111) i kolejny raz udanie obronił pas.
W 2011 roku stoczył tylko jedną walkę. 9 kwietnia pokonał przez dyskwalifikację w dziesiątej rundzie, Khorena Gevora. Zachowanie pretendenta wywołało wiele kontrowersji, gdy po ostrzeżeniu od sędziego, ostro ruszył na Stieglitza, powodując rozcięcie po ataku głową. Sędzia postanowił zdyskwalifikować Gevora, który chwilę potem rzucił się na sędziego, zadając kilka ciosów, ale szybko został wyprowadzony przez ochronę.
Po odwołaniu walki z Mikkelem Kesslerem spowodowanej kontuzją Duńczyka, Stieglitz przystąpił do dobrowolnej obrony tytułu. Jego rywalem został mało doświadczony, Henry Weber. Walka odbyła się 14 stycznia 2012 r. w Offenburgu. Obrońca tytułu dosyć łatwo uporał się z młodszym rodakiem, wygrywając jednogłośnie na punkty (119-109, 118-110, 116-112). 5 maja, rywalem Stieglitza miał być Brytyjczyk George Groves, jednak nie mógł przystąpić do walki, bo w trakcie przygotowań uległ kontuzji. Za jego miejsce do pojedynku stanął doświadczony Australijczyk Nader Hamdan. Stieglitz po zaciętym pojedynku obronił tytuł, wygrywając jednogłośnie na punkty (117-111, 117-111, 120-108).

## Pojedynki zArthurem Abrahamem
25 sierpnia 2012 r. zmierzył się z byłym mistrzem świata wagi średniej, Arthurem Abrahamem. Stawką walki było mistrzostwo świata WBO w wadze superśredniej. Znany z potężnego ciosu, ogromnej odporności i siły fizycznej, Abraham umiejętnie skracał dystans, zadając dużo silnych ciosów. Stieglitz starał się walczyć na dystans, ale nie starczyło to, by móc zwyciężyć w tym pojedynku. Abraham zwyciężył jednogłośnie na punkty (116-112, 115-113, 116-112) i zdobył pas w drugiej kategorii wagowej. W opublikowanej statystyce ciosów, to Stieglitz był górą, doprowadzając do celu 148 ciosów przy 138 Abrahama, ale to ciosy pretendenta były mocniejsze i wyraźniejsze.
26 stycznia 2013 r., Stieglitz w walce na przetarcie zwyciężył przez techniczny nokaut w trzeciej rundzie, Polaka Michała Nierodę. 23 marca 2013 r. doszło do rewanżu z Abrahamem. Stieglitz miał zapis w kontrakcie, że w razie porażki dostanie rewanżową walkę o pas WBO. Abraham był wyraźnym faworytem pojedynku, ze względu na poprzednią potyczkę i styl walki. Stieglitz mocno zaskoczył każdego, atakując od pierwszego gongu. Po trzeciej rundzie, Abraham odmówił pojedynku, sugerując, że walkę uniemożliwia mu zamknięte oko. Stieglitz zwyciężył przez techniczny nokaut i odzyskał utracony pas. W opublikowanej statystyce ciosów, Stieglitz doprowadził do celu, aż 70 ciosów a Abraham jedynie 27.
18 lipca 2015 w Halle odbył się czwarty pojedynek z broniącym tytułu mistrza świata federacji WBO Arthurem Abrahamem (43-4, 29 KO). Stieglitz przegrał przez techniczny nokaut w szóstej rundzie.

## Pojedynek zFelixem Sturmem
W walce na przetarcie 26 lipca 2014 w Dessau, Stieglitz zwyciężył przez techniczny nokaut w dziesiątej rundzie, Białorusina Sergey′a Khomitsky′ego (29-10-2, 12 KO).
8 listopada 2014 w Stuttgarcie zmierzył się z czterokrotnym mistrzem kategorii średniej, rodakiem Felixem Sturmem (39-4-3, 18 KO). Po dwunastu rundach sędziowie punktowali remis (115:113, 113:115 i 114:114).
17 października 2015 w Uściu nad Łabą w Czechach pokonał Roberta Rosenberga (6-2, 5 KO), Czech nie wyszedł do trzeciej rundy.
12 listopada 2016 w Magdeburgu, w pięćdziesiątej zwycięskiej walce pokonał na punkty broniącego pasa EBU Francuza Mahdia Amara (33-5-2, 16 KO), sędziowie punktowali w stosunku 116:112

## Lista walk zawodowych
| Wynik     | Rekord | Przeciwnik           | Werdykt | Runda         | Data       | Miejsce                                             | Uwagi                                                                        |
| --------- | ------ | -------------------- | ------- | ------------- | ---------- | --------------------------------------------------- | ---------------------------------------------------------------------------- |
| Wygrana   | 50-5-1 | Mehdi Amar           | UD      | 12            | 12.11.2016 | GETEC Arena, Magdeburg, Sachsen-Anhalt, Niemcy      | Zdobycie mistrzostwo EBU                                                     |
| Wygrana   | 48-5-1 | Robert Rosenberg     | RTD     | 2 (8), 3:00   | 17.10.2015 | Usti nad Labem, Czechy                              |                                                                              |
| Przegrana | 47-5-1 | Arthur Abraham       | TKO     | 6 (12), 1:14  | 18.07.2015 | Gerry Weber Stadion, Halle, Nadrenia Północna       | Walka o tytuł mistrza świata federacji WBO                                   |
| Remis     | 47-4-1 | Felix Sturm          | SD      | 12            | 08.11.2014 | Porsche-Arena, Stuttgart, Badenia-Wirtembergia      |                                                                              |
| Wygrana   | 47-4   | Sergey Khomitsky     | TKO     | 10 (12), 0:12 | 26.07.2014 | Anhalt Arena, Dessau, Saksonia-Anhalt               | Zdobył nieobsadzone mistrzostwo WBO Inter-Continental w wadze superśredniej. |
| Przegrana | 46-4   | Arthur Abraham       | UD      | 12            | 01.03.2014 | GETEC Arena, Magdeburg, Saksonia-Anhalt             | Stracił mistrzostwo świata WBO w wadze superśredniej.                        |
| Wygrana   | 46-3   | Isaac Ekpo           | UD      | 12            | 19.10.2013 | Messehalle, Lipsk, Saksonia                         | Obronił mistrzostwo świata WBO w wadze superśredniej.                        |
| Wygrana   | 45-3   | Yuzo Kiyota          | TKO     | 10 (12), 0:40 | 13.07.2013 | Energie Verbund-Arena, Drezno, Saksonia             | Obronił mistrzostwo świata WBO w wadze superśredniej.                        |
| Wygrana   | 44-3   | Arthur Abraham       | TKO     | 4 (12), 0:01  | 23.03.2013 | GETEC Arena, Magdeburg, Saksonia-Anhalt             | Zdobył mistrzostwo świata WBO w wadze superśredniej.                         |
| Wygrana   | 43-3   | Michał Nieroda       | KO      | 3(8), 1:45    | 26.01.2013 | Bon Pastor, Barcelona, Katalonia                    |                                                                              |
| Przegrana | 42-3   | Arthur Abraham       | UD      | 12            | 25.08.2012 | O2 World Arena, Kreuzberg, Berlin                   | Stracił mistrzostwo świata WBO w wadze superśredniej.                        |
| Wygrana   | 42-2   | Nader Hamdan         | UD      | 12            | 05.05.2012 | Messehalle, Erfurt, Turyngia                        | Obronił mistrzostwo świata WBO w wadze superśredniej.                        |
| Wygrana   | 41-2   | Henry Weber          | UD      | 12            | 14.01.2012 | Baden-Arena, Offenburg, Badenia-Wirtembergia        | Obronił mistrzostwo świata WBO w wadze superśredniej.                        |
| Wygrana   | 40-2   | Khoren Gevor         | DQ      | 10 (12), 2:45 | 09.04.2011 | Bördelandhalle, Magdeburg, Saksonia-Anhalt          | Obronił mistrzostwo świata WBO w wadze superśredniej.                        |
| Wygrana   | 39-2   | Enrique Ornelas      | UD      | 12            | 20.11.2010 | Freiberger Arena, Drezno, Saksonia                  | Obronił mistrzostwo świata WBO w wadze superśredniej.                        |
| Wygrana   | 38-2   | Eduard Gutknecht     | UD      | 12            | 17.04.2010 | Bördelandhalle, Magdeburg, Saksonia-Anhalt          | Obronił mistrzostwo świata WBO w wadze superśredniej.                        |
| Wygrana   | 37-2   | Rubén Eduardo Acosta | TKO     | 5 (12), 1:48  | 09.01.2010 | Bördelandhalle, Magdeburg, Saksonia-Anhalt          | Obronił mistrzostwo świata WBO w wadze superśredniej.                        |
| Wygrana   | 36-2   | Károly Balzsay       | TKO     | 11 (12), 0:12 | 22.08.2009 | SYMA Sport & Leisure Center, Budapeszt              | Zdobył mistrzostwo świata WBO w wadze superśredniej.                         |
| Wygrana   | 35-2   | Jindřich Velecký     | UD      | 10            | 15.05.2009 | Bördelandhalle, Magdeburg, Saksonia-Anhalt          |                                                                              |
| Wygrana   | 34-2   | Dmitri Protkunas     | TKO     | 4 (8), 1:47   | 10.01.2009 | Bördelandhalle, Magdeburg, Saksonia-Anhalt          |                                                                              |
| Wygrana   | 33-2   | Lukas Wilaschek      | SD      | 12            | 09.12.2008 | Freizeit Arena, Sölden                              | Zdobył pas WBC International w wadze superśredniej.                          |
| Wygrana   | 32-2   | Fawaz Nasir          | TKO     | 5 (8), 1:35   | 11.07.2008 | Rundturnhalle, Cuxhaven, Dolna Saksonia             |                                                                              |
| Przegrana | 31-2   | Librado Andrade      | TKO     | 8 (12), 1:53  | 22.03.2008 | Morongo Casino Resort & Spa, Cabazon, Kalifornia    | Eliminator IBF w wadze superśredniej.                                        |
| Wygrana   | 31-1   | William Gare         | UD      | 10            | 13.10.2007 | Herrmann-Gieseler-Halle, Magdeburg, Saksonia-Anhalt |                                                                              |
| Wygrana   | 30-1   | Marlon Hayes         | UD      | 8             | 02.06.2007 | Boardwalk Hall, Atlantic City, New Jersey           |                                                                              |
| Przegrana | 29-1   | Alejandro Berrio     | TKO     | 3(12), 2:40   | 03.03.2007 | Stadthalle, Rostock, Meklemburgia-Pomorze Przednie  | Walka o mistrzostwo świata IBF w wadze superśredniej.                        |
| Wygrana   | 29-0   | Eric Howard          | KO      | 5 (8), 2:50   | 10.10.2006 | Tipsport Arena, Praga                               |                                                                              |
| Wygrana   | 28-0   | Alejandro Berrio     | TKO     | 11 (12), 0:35 | 03.12.2005 | Bördelandhalle, Magdeburg, Saksonia-Anhalt          | Eliminator IBF w wadze superśredniej.                                        |
| Wygrana   | 27-0   | Francis Cheka        | TKO     | 5 (12), 2:30  | 09.07.2005 | Bördelandhalle, Magdeburg, Saksonia-Anhalt          | Obronił pas IBF Inter-Continental w wadze superśredniej.                     |
| Wygrana   | 26-0   | Lawrence Chapman     | RTD     | 11 (12), 3:00 | 16.04.2005 | Bördelandhalle, Magdeburg, Saksonia-Anhalt          | Obronił pas IBF Inter-Continental w wadze superśredniej.                     |
| Wygrana   | 25-0   | Aleksandr Zajcew     | UD      | 12            | 11.12.2004 | Lausitz Arena, Chociebuż, Brandenburgia             | Obronił pas IBF Inter-Continental w wadze superśredniej.                     |
| Wygrana   | 24-0   | Yuri Tsarenka        | UD      | 12            | 18.09.2004 | Herrmann-Gieseler-Halle, Magdeburg, Saksonia-Anhalt | Obronił pas IBF Inter-Continental w wadze superśredniej.                     |
| Wygrana   | 23-0   | Djamel Selini        | UD      | 12            | 05.06.2004 | Ballhaus Arena, Aschersleben, Saksonia-Anhalt       | Zdobył pas IBF Inter-Continental w wadze superśredniej.                      |
| Wygrana   | 22-0   | Galen Brown          | TKO     | 7 (12), 2:37  | 21.02.2004 | Ballhaus Arena, Aschersleben, Saksonia-Anhalt       | Zdobył pas IBF Youth w wadze superśredniej.                                  |
| Wygrana   | 21-0   | Marcin Radola        | TKO     | 1 (6)         | 29.11.2003 | Lausitz Arena, Chociebuż, Brandenburgia             |                                                                              |
| Wygrana   | 20-0   | Jurij Baraszian      | UD      | 10            | 20.09.2003 | Maritim Hotel, Magdeburg, Saksonia-Anhalt           | Obronił pas IBF Youth w wadze półciężkiej.                                   |
| Wygrana   | 19-0   | Roman Aramyan        | UD      | 10            | 05.07.2003 | Anhalt Arena, Dessau, Saksonia-Anhalt               | Obronił pas IBF Youth w wadze półciężkiej.                                   |
| Wygrana   | 18-0   | Jenö Novák           | KO      | 4 (8)         | 25.04.2003 | Maritim Hotel, Magdeburg, Saksonia-Anhalt           |                                                                              |
| Wygrana   | 17-0   | Denis Solomko        | UD      | 10            | 01.03.2003 | Ballhaus Arena, Aschersleben, Saksonia-Anhalt       | Obronił pas IBF Youth w wadze półciężkiej.                                   |
| Wygrana   | 16-0   | Sergey Karanevich    | UD      | 10            | 31.10.2002 | Maritim Hotel, Magdeburg, Saksonia-Anhalt           | Zdobył pas IBF Youth w wadze półciężkiej.                                    |
| Wygrana   | 15-0   | Talal Santiago       | TKO     | 3 (8), 2:10   | 21.09.2002 | Bördelandhalle, Magdeburg, Saksonia-Anhalt          |                                                                              |
| Wygrana   | 14-0   | Pavel Ćirok          | TKO     | 4 (6), 2:00   | 08.06.2002 | Anhalt Arena, Dessau, Saksonia-Anhalt               |                                                                              |
| Wygrana   | 13-0   | Marius Dumitru       | KO      | 2 (6)         | 11.05.2002 | Circus Krone, Monachium, Bawaria                    |                                                                              |
| Wygrana   | 12-0   | László Dolgos        | TKO     | 3 (6), 1:20   | 13.04.2002 | Harzlandhalle, Ilsenburg, Saksonia-Anhalt           |                                                                              |
| Wygrana   | 11-0   | Bahattin Özbek       | UD      | 6             | 16.03.2002 | Bördelandhalle, Magdeburg, Saksonia-Anhalt          |                                                                              |
| Wygrana   | 10-0   | László Dolgos        | TKO     | 3 (4)         | 23.02.2002 | Neu-Isenburg, Hesja                                 |                                                                              |
| Wygrana   | 9-0    | Terrence Paliso      | TKO     | 2(6)          | 05.01.2002 | Bördelandhalle, Magdeburg, Saksonia-Anhalt          |                                                                              |
| Wygrana   | 8-0    | Roman Nikodem        | KO      | 3(6)          | 08.12.2001 | Glaspalast, Dessau, Saksonia-Anhalt                 |                                                                              |
| Wygrana   | 7-0    | Henry Mobio          | PTS     | 4             | 15.09.2001 | Telde, Wyspy Kanaryjskie                            |                                                                              |
| Wygrana   | 6-0    | Patrick Madzinga     | TKO     | 2(4), 2:35    | 07.07.2001 | Maritim Hotel, Magdeburg, Saksonia-Anhalt           |                                                                              |
| Wygrana   | 5-0    | Ondřej Oláh          | TKO     | 2(4)          | 22.06.2001 | Salzgitter, Dolna Saksonia                          |                                                                              |
| Wygrana   | 4-0    | Tomas Kugler         | TKO     | 4(4)          | 08.06.2001 | Berlin                                              |                                                                              |
| Wygrana   | 3-0    | Karel Ferenc         | KO      | 2(4)          | 28.04.2001 | Eisenbach, Badenia-Wirtembergia                     |                                                                              |
| Wygrana   | 2-0    | Pavel Vepřek         | KO      | 1(4)          | 22.04.2001 | Berlin                                              |                                                                              |
| Wygrana   | 1-0    | Petr Pokorný         | UD      | 4             | 07.04.2001 | Harzlandhalle, Ilsenburg, Saksonia-Anhalt           | Debiut                                                                       |

TKO – techniczny nokaut, KO – nokaut, UD – jednogłośna decyzja, SD- niejednogłośna decyzja, MD – decyzja większości, PTS – walka zakończona na punkty